# Seznam dílů seriálu Pod kupolí
Toto je seznam dílů seriálu Pod kupolí. Americký dramatický seriál je natočen podle knižní předlohy Pod kupolí od Stephena Kinga. Zaměřuje se na obyvatele městečka Chester's Mill, kteří jsou uvězněni pod záhadnou kupolí. V českém znění seriál připravila k vysílání od března 2015 stanice Fanda. Seriál byl po třech řadách zrušen.

## Přehled řad
| Řada | Díly | Premiéra v USA  | Premiéra v USA | Premiéra v ČR   | Premiéra v ČR   |
| Řada | Díly | První díl       | Poslední díl   | První díl       | Poslední díl    |
| ---- | ---- | --------------- | -------------- | --------------- | --------------- |
| 1    | 13   | 24. června 2013 | 16. září 2013  | 22. března 2015 | 3. května 2015  |
| 2    | 13   | 30. června 2014 | 22. září 2014  | 10. května 2015 | 21. června 2015 |
| 3    | 13   | 25. června 2015 | 10. září 2015  | 8. května 2016  | 26. června 2016 |

## Seznam dílů

### První řada (2013)
| Č. v seriálu | Č. v řadě | Původní název         | Český název         | Režie                | Scénář                                  | Premiéra v USA    | Premiéra v ČR   |
| ------------ | --------- | --------------------- | ------------------- | -------------------- | --------------------------------------- | ----------------- | --------------- |
| 1            | 1         | Pilot                 | Počátek             | Niels Arden Oplev    | Brian K. Vaughan                        | 24. června 2013   | 22. března 2015 |
| 2            | 2         | The Fire              | Požár               | Jack Bender          | Rick Cleveland                          | 1. července 2013  | 22. března 2015 |
| 3            | 3         | Manhunt               | Štvanice            | Paul Edwards         | Adam Stein                              | 8. července 2013  | 29. března 2015 |
| 4            | 4         | Outbreak              | Epidemie            | Kari Skogland        | Peter Calloway                          | 15. července 2013 | 29. března 2015 |
| 5            | 5         | Blue on Blue          | Z modrého nebe      | Jack Bender          | Brian K. Vaughan                        | 22. července 2013 | 5. dubna 2015   |
| 6            | 6         | The Endless Thirst    | Žízeň               | Kari Skogland        | Soo Hugh                                | 29. července 2013 | 5. dubna 2015   |
| 7            | 7         | Impefect Circles      | Narušené kruhy      | Miguel Sapochnik     | Caitlin Parrish                         | 5. srpna 2013     | 12. dubna 2015  |
| 8            | 8         | Thicker Than Water    | Silnější než voda   | Jack Bender          | Adam Stein                              | 12. srpna 2013    | 12. dubna 2015  |
| 9            | 9         | The Fourth Hand       | Čtvrtý klíč         | Roxann Dawson        | Daniel Truly                            | 19. srpna 2013    | 19. dubna 2015  |
| 10           | 10        | Let the Games Begin   | Hry začínají        | Sergio Mimica-Gezzan | Andres Fischer-Centeno a Peter Calloway | 26. srpna 2013    | 19. dubna 2015  |
| 11           | 11        | Speak of the Devil    | Podej čertu prst    | David M. Barrett     | Scott Gold                              | 2. září 2013      | 26. dubna 2015  |
| 12           | 12        | Exigent Circumstances | Mimořádné okolnosti | Peter Leto           | Adam Stein a Caitlin Parrish            | 9. září 2013      | 26. dubna 2015  |
| 13           | 13        | Curtains              | Opona               | Jack Bender          | Brian K. Vaughan a Scott Gold           | 16. září 2013     | 3. května 2015  |

### Druhá řada (2014)
| Č. v seriálu | Č. v řadě | Původní název   | Český název       | Režie            | Scénář                                     | Premiéra v USA    | Premiéra v ČR   |
| ------------ | --------- | --------------- | ----------------- | ---------------- | ------------------------------------------ | ----------------- | --------------- |
| 14           | 1         | Heads Will Roll | Budou padat hlavy | Jack Bender      | Stephen King                               | 30. června 2014   | 10. května 2015 |
| 15           | 2         | Infestation     | Housenky          | Ernest Dickerson | Kelly Souders a Brian Peterson             | 7. července 2014  | 10. května 2015 |
| 16           | 3         | Force Majeure   | Vyšší moc         | Peter Leto       | Adam Stein                                 | 14. července 2014 | 17. května 2015 |
| 17           | 4         | Revelation      | Zjevení           | Holly Dale       | Alexandra McNally                          | 21. července 2014 | 17. května 2015 |
| 18           | 5         | Reconciliation  | Smíření           | Ed Ornelas       | Cathryn Humphris                           | 28. července 2014 | 24. května 2015 |
| 19           | 6         | In the Dark     | V temnotě         | Jack Bender      | Caitlin Parrish                            | 4. srpna 2014     | 24. května 2015 |
| 20           | 7         | Going Home      | Cesta domů        | David Barrett    | Peter Calloway                             | 11. srpna 2014    | 31. května 2015 |
| 21           | 8         | Awakening       | Procitnutí        | Jack Bender      | Andres Fischer-Centeno a Daniel Truly      | 18. srpna 2014    | 31. května 2015 |
| 22           | 9         | The Red Door    | Rudé dveře        | Peter Weller     | Kelly Souders, Brian Peterson a Adam Stein | 25. srpna 2014    | 7. června 2015  |
| 23           | 10        | The Fall        | Podzim            | Eriq La Salle    | Alexandra McNally a Mark Linehan Bruner    | 1. září 2014      | 7. června 2015  |
| 24           | 11        | Black Ice       | Černý led         | Jack Bender      | Adam Stein a Peter Calloway                | 8. září 2014      | 14. června 2015 |
| 25           | 12        | Turn            | Komprese          | Peter Leto       | William Kendall a Daniel Truly             | 15. září 2014     | 14. června 2015 |
| 26           | 13        | Go Now          | Odchod            | Jack Bender      | Caitlin Parrish a Cathryn Humphris         | 22. září 2014     | 21. června 2015 |

### Třetí řada (2015)
| Č. v seriálu | Č. v řadě | Původní název         | Český název             | Režie                | Scénář                                     | Premiéra v USA    | Premiéra v ČR   |
| ------------ | --------- | --------------------- | ----------------------- | -------------------- | ------------------------------------------ | ----------------- | --------------- |
| 27           | 1         | Move On               | Jdeme dál               | Peter Leto           | Adam Stein                                 | 25. června 2015   | 8. května 2016  |
| 28           | 2         | But I'm Not           | To nejsem               | Peter Weller         | Tim Schlattmann                            | 25. června 2015   | 15. května 2016 |
| 29           | 3         | Redux                 | Návrat                  | Olatunde Osunsanmi   | Alexandra McNally                          | 2. července 2015  | 15. května 2016 |
| 30           | 4         | The Kinship           | Svazek                  | Ed Ornelas           | Cathryn Humphris                           | 9. července 2015  | 22. května 2016 |
| 31           | 5         | Alaska                | Aljaška                 | David M. Barrett     | Bronwyn Garrity                            | 16. července 2015 | 22. května 2016 |
| 32           | 6         | Caged                 | V kleci                 | Sergio Mimica-Gezzan | Andres Fischer-Centeno                     | 23. července 2015 | 29. května 2016 |
| 33           | 7         | Ejecta                | Padající hvězdy         | David M. Barrett     | Peter Calloway                             | 30. července 2015 | 29. května 2016 |
| 34           | 8         | Breaking Point        | Bod zlomu               | Sam Hil              | James C. Oliver & Sharla Oliver            | 6. srpna 2015     | 5. června 2016  |
| 35           | 9         | Plan B                | Záloha                  | Eriq La Salle        | Tim Schlattmann & Mark Linehan Bruner      | 13. srpna 2015    | 5. června 2016  |
| 36           | 10        | Legacy                | Minulost                | Dennie Gordon        | Alexandra McNally a Andres Fischer-Centeno | 20. srpna 2015    | 12. června 2016 |
| 37           | 11        | Love is a Battlefield | Láska jako bitevní pole | Lee Rose             | Peter Calloway a Adam Stein                | 27. srpna 2015    | 12. června 2016 |
| 38           | 12        | Incandescence         | Úsvit nového světa      | PJ Pesce             | Bronwyn Garrity a Cathryn Humphris         | 3. září 2015      | 19. června 2016 |
| 39           | 13        | The Enemy Within      | Nepřítel mezi námi      | Peter Leto           | Neal Baer a Tim Schlattmann                | 10. září 2015     | 19. června 2016 |